# الهندسة المعمارية المفتوحة للعامة
الهندسة المعمارية المفتوحة للعامة (بالإنجليزية: Open-source architecture) هي أنموذج أو حركة معمارية جديدة تدعو إلى نشر المعلومات الخاصة بالهندسة المعمارية والتصاميم المعمارية وكل ما يتعلق بها على كافة الوسائط لكي تصل إلى كل الناس في العالم وبذلك يستطيع أي شخص إنتاج فراغات معمارية ومباني (سواء في الطبيعة أم في الواقع الافتراضي) بالاستعانة بقاعدة بيانات عالمية حرة ومفتوحة.

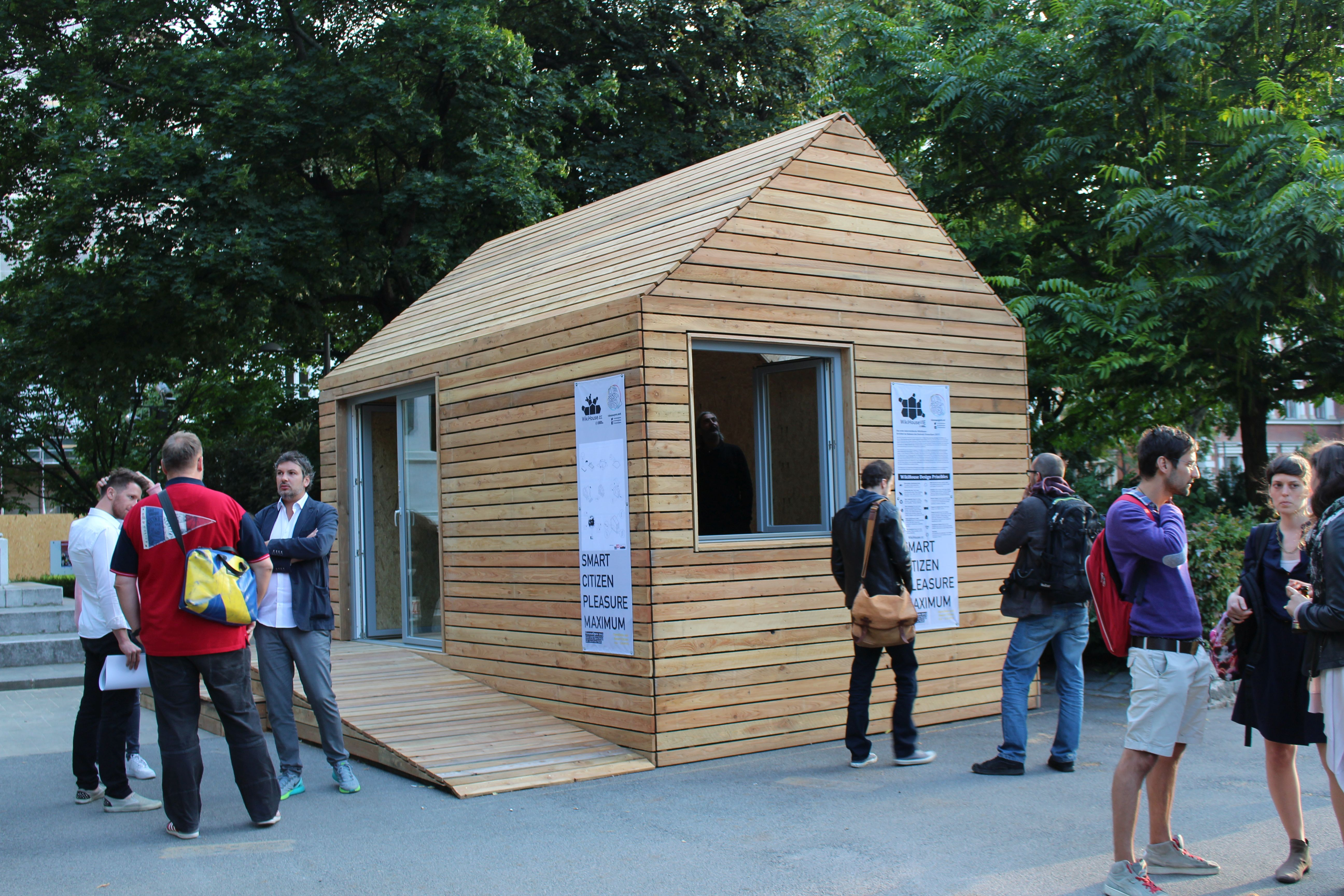
بيت متكتمل مقصوص باليزر ومخطاطته متواجدة على الانترنت للجميع ويمكن لاي شخص تعديل التصميم

يستمد هذا الأنموذج المعماري فكره من عدة مراجع وتجارب سابقة مثل ثقافة المصادر المفتوحة (الحرة)، والتصميم المعياري، والنظرية المعمارية الريادية، والخيال العلمي، ونظرية اللغة، والجراحة العصبية وغيرها من المراجع.
إن هذا الأنموذج المعماري المفتوح للعامة يسعى إلى خلق بيئة مفتوحة ومتكاملة يمكن الوصول إليها من قبل المختصين والعامة على حد سواء. حيث يمكنهم الاطلاع على التصاميم وعلى الأدوات التصميمية لاستخدامها في التصميم المعماري بل وبناءها من خلال تحميل المخططات وطباعتها باستخدام آلة الطباعة ثلاثية الأبعاد أو باستخدام أدوات القص المصنعية الإلكترونية وغيرها من الطرق.
إن مفهوم الهندسة المعمارية المفتوحة للعامة قد يندرج ضمن مفهومين أعم وأشمل ألا وهما المصادر المفتوحة (الحرة) (بالإنجليزية: Citizen-Centred design) أولاً ومفهوم التصميم الذي يتمحور حول المستخدم) (بالإنجليزية: Citizen-Centred design) ثانياً.

## التاريخ
لقد بنيت مبادئ مفهوم (التصميم الذي يتمحور حول المستخدم) (بالإنكليزية: Citizen-Centred design) على نتائج التجارب العلمية والأبحاث التي دارت حول مواضيع «إشراك المواطنين في الحياة العامة» قبل فترة التسعينيات وبالتحديد منذ فترة الستينيات.
أما في فترة التسعينيات وبالتحديد في عام 1999 ميلادي ظهرت عبارة (التصميم الذي يتمحور حول المستخدم) ضمن مجموعة من المقالات الاكاديمية من جامعة تكساس (بالإنكليزية: (University SUPA))  ومن خلال مجموعة من الشركات والمنظمات المهنية مثل مؤسسة بدو الأرض (بالانكليزية:Earthnomad Foundation)  ومجوعة أرك لتقنيات البناء (بالانكيزية: ARK Tectonics).
لقد سعت هذه المبادارات إلى إيجاد منصة مشتركة ما بين عالم التصميم الهندسي والسياسات العامة في المجتمع وذلك لتمكين فكرة التصميم المفتوح والمتاح للجميع وتمكين فكرة المشاركة المجتمعية في السياسات العامة.
في العقود والسنوات التي تلت، كبرت هذه الحركة المعمارية لتضم عدة تجارب وجهود عالمية، من المنظمات التعاونية إلى مراكز التصميم المجتمعية التي ترعاها المؤسسات الأكاديمية.
مع بدايات القرن الحادي والعشرين، تمت إعادة صياغة نتائج الأبحاث العلمية المتعلقة بموضوع «إشراك المواطنين في الحياة العامة» و«التصميم الذي يتمحور حول المستخدم» من خلال منظومة جديدة من الأساليب والنماذج التي وضعها الدكتور شابان مورير (بالإنكليزية: Schaban-Maurer) في سنة 2013 ميلادي، وهو مهندس معماري ومخطط حضري ومؤلف كتاب «صعود دور المواطن في المشاركة العامة» (بالإنكليزية: Rise of the Citizen Practitioner).
لقد وضع الدكتور شابان مورير في ذلك الكتاب مبادئ أساسية في مجال المشاركة الاجتماعية الواعية وأطلق عليها اسم منهجية (تبادل الخبرات الحياتية من خلال سردها)
(بالإنكليزية: LENE methodology: Life-Experience Narrative Exchange). وقد وفر كتاب الدكتور شابان مورير بالإضافة إلى منهجيته الأساس النظري للعديد من التجارب المعمارية والحضرية التي تركز على المواطن ومشاركته في التصميم الحضري واتخاذ القرارات أو ما يعرف الآن بالتصميم الذي يتمحور حول المستخدم.
منذ ذالك الحين ازداد اهتمام المعمارين والأكاديميين بمجال التصميم الذي يتمحور حول المستخدم حيث قام العديد منهم بنشرالمنشورات علمية وعقد الورشات المعمارية وعرض افكارهم في المعارض العالمية وغيرها.
لقد انبثق في الأونة الاخيرة عدة مفاهيم وحركات معمارية استمدت مبادئها من مبادئ (الهندسة المعمارية من خلال المصادر المفتوحة للعامة) و (التصميم الذي يتمحور حول المستخدم) وغيرها، لقد انبثق منهم مبادئ ومفاهيم جديدة مثل مفهوم المشاركة العامة في التصميم، التأثير الاجتماعي للتصميم المعماري، وفكرة ايجاد شبكة حرة ومفتوحة للهندسة المعمارية حيث تجمع هذه المبادرات بين التصميم المعماري والخدمة الاجتماعية للمجتمع.
إن هذه الافكار الجديدة تمهد لثورة جديدة في مجال التصميم، ثورة يقودها المعمارين والاكادميين والمخططين الحضريين وصناع القرار ورواد الأعمال. ثورة تقوم ركائزها على اشراك المواطن العادي في عملية التصميم المعماري والحضري وفي اتخاذ السياسات العامة، بل والاستفادة من معلوماتهم عن بيئتهم لتحقيق مشروع ناجح يضمن حقوق جميع المنخرطين بالمشروع.
يمكن اعتبار الطبخ شكلاً مبكراً من أشكال المصادر المفتوحة وكذلك الهندسة المعمارية المحلية - أو إنتاج وصفات للمباني اليومية - تعتبر أيضاً شكلاً آخر من أشكال الثقافة المفتوحة ذات المصدر المفتوح في وقت مبكر حيث أنها تعرض طرقها للعامة ويمكن لأي شخص إضافة وتغيير «الوصفة المعمارية» للمبنى بما يتناسب مع احتياجاته.

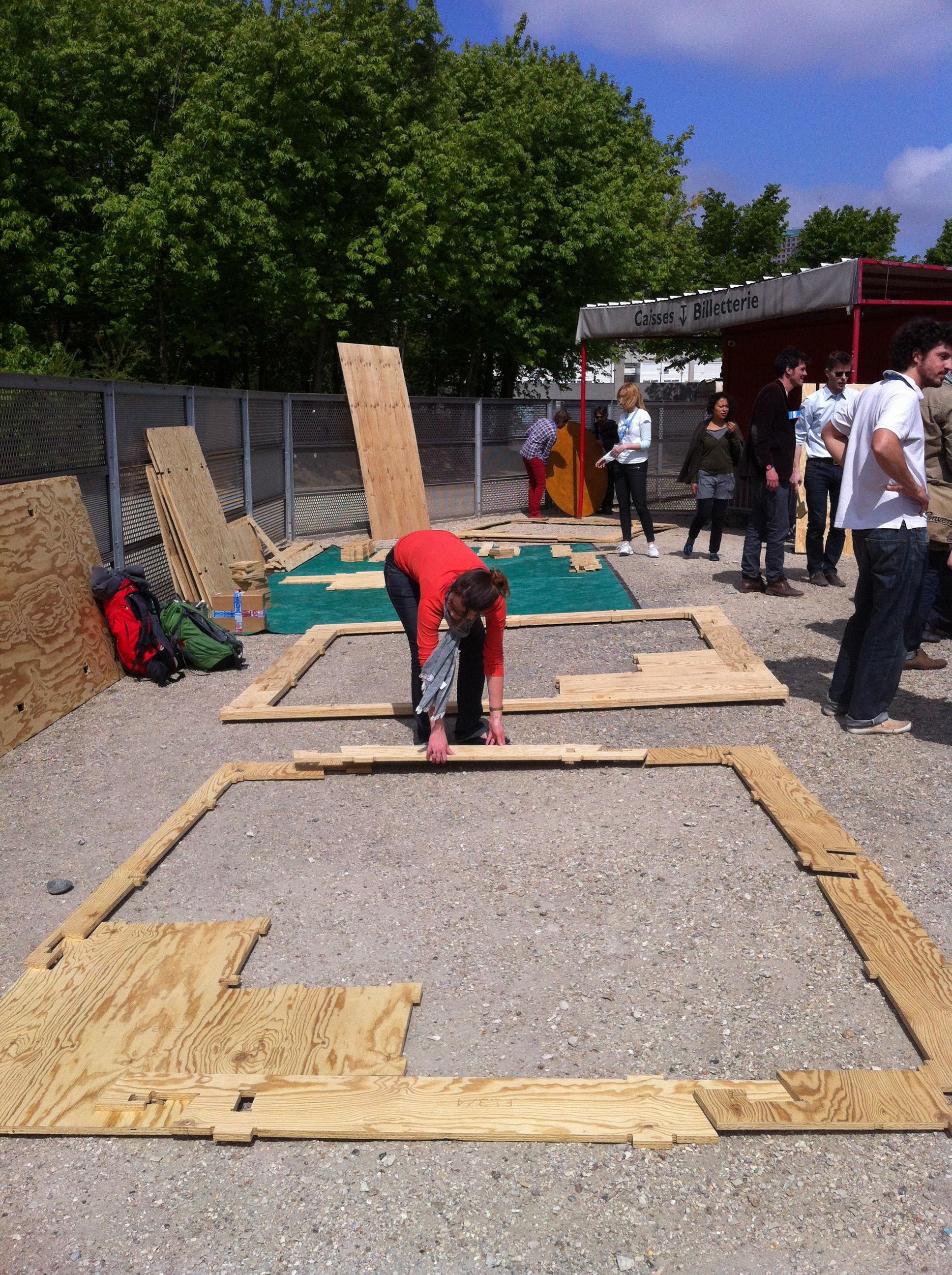
مشروع ويكي هاوس (بالإنكليزية: wikihouse) طلاب يقومون بقص الخشب لتركيب بيت حيث يتواجد التصميم على الانترنت ويمكن لاي شخص تحميله

## التمويل
مع صعود النماذج الاقتصادية الجديدة في العالم، والتي صاحبها ظهور فكرة القروض التنموية الصغيرة وفكرة التمويل التشاركي عبر المواقع الإلكترونية مثل موقع سبونسيوم (بالإنكليزية: Sponsume) وموقع كيك ستارتر (بالإنكليزية: Kickstarter) كل هذه الطرق الحديثة في التمويل لبدأ المشاريع الجديدة قد أحدثت ثورة جديدة في هذا المجال حيث انها زعزعت الفكر التقليدي للتمويل الهرمي الإقطاعي والذي يأتي فقط من أصحاب الأموال والبنوك والطبقات العليا من المجتمع. حيث أصبح بالإمكان لأي شخص عرض مشروعه للعامة والحصول على التمويل بطريقة تشاركية\تعاونية من أفراد المجتمع كافة وبذلك ينتقل التمويل المالي للمشاريع من الإطار الخاص إلى المجال العام محققاً بيئة اقتصادية ذات طبيعة تشاركية تعطي مرونة أكبر بكثيرمن الطرق التمويل التقليدية.

## اسس المشاركة
تعتمد الهندسة المعمارية المفتوحة للعامة على المستخدمين الهواة بقدر اعتمادها على المحترفين ذوي الخبرة، حيث انها تستفيد من ظاهرة اجتماعية تعرف ب«عبقرية الجماهير» ومن الفرد – على حد سواء – في اثراء محتواها وتقديم الحلول المعمارية للعامة.
إن الهندسة المعمارية المفتوحة للعامة قد نجحت في محي الهوة بين «المؤلف» و «الجمهور». إن السبب في ذلك يعود في اعترافها الصريح بالدور الأساسي الذي يلعبه المستخدم في كل مرحلة من مراحل المشروع.
إنها تسخر شبكة الإنترنت في توسيع نطاق الأنظمة التي تعمل من خلالها بشكل فعال. إنها تبني بيئة ديمقراطية وتضمن مبادئ المشاركة المفتوحة للجميع المبني على قيم التصميم حول المستخدم.
لقد اظهر التطورالحديث في المصادر المفتوحة للعمارة - من وجه نظر اصحاب فكر المصادر المفتوحة - مشاكل عديدة في الطرق التقليدية، اذ ان الطرق التقليدية في التطوير الحضري والمعماري - مع وجود العديد من الايجابيات لها - تتطلب تنفيذ برامج «شكلية الطابع» حيث يتم «عرض» المشروع على المجتمع المعني به ويتم «استشارته» بطريقة شكلية وباستخدام ادوات قديمة في البحث مثل طريقة (البحث باستخدام المجموعات المعنية) - (بالإنكليزية: focus groups) حيث ينتج من هذه الطرق التقليدية سوء فهم للواقع وسوء عرض للمعلومات قد تصل في اسوء الحالات إلى ظاهرة عدم الاكتراثية أو ما يعرف أيضا بظاهرة ال (فكرة لطيفة ولكن لا احبذ تنفيذها في الحي هنا)
(بالإنكليزية: NIMBYISM Not In My Back Yard).
مع صعود فكرة التمويل التشاركي الاجتماعي وفكرة الهندسة المعمارية مفتوحة المصادر، أصبح بالإمكان إشراك العديد من المواطنين في عملية التصميم وبذلك تصبح العملية التصميمية عملية تشاركية يمكن من خلالها صناعة المساحات المعمارية والحضرية بطريقة طبيعية وتحسينية تلغي السيء وتبقي أفضل الحلول المساحية.

## المعايير

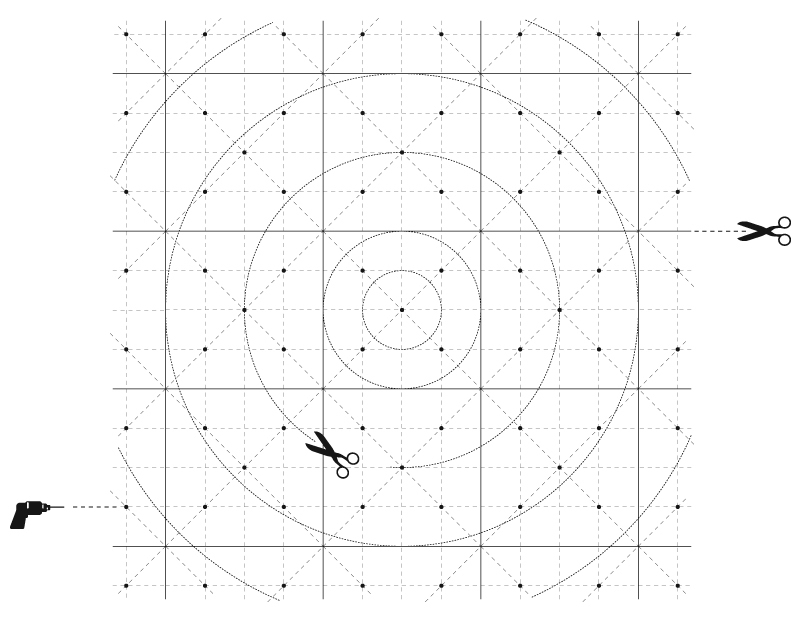
يقدم موقع اوبن ستركشر (بالإنكليزية: OpenStructures) خدمة مهمة للمستخدمين حيث يمكنهم تحميل حلول تصميمية من الشبكة.

من أهم الأمور التي أتت بها المصادر المفتوحة للهندسة المعمارية يتمثل في ظهور ال (معايير مفتوحة.) حيث أن وضع معايير مشتركة ومفتوحة وموحدة مثل الشبكة المقترحة من قبل مشروع اوبن ستركتشر (بالإنكليزية:OpenStructures)  يعالج مشكلة التوافق بين الناس والاجهزة، مما يسمح بحصول تعاون شبكي بين الناس عبر الشبكات. كما يشجع نمو شبكات التبادل غير النقدي (تبادل المعرفة والأفكار...الخ) والتعاون عن بُعد.

## التصميم والإنتاج
ان شيوع المصادر المفتوحة للهندسة المعمارية ساعد في تغيير نمط الصناعة والتصميم من نمط توحيد المعايير إلى نمط تخصيص المعايير حسب المستخدم.أي انه تقليديا لكي يتم إنتاج المنتج، يتم عمل معايير للمنتج لانتاجه بكميات كبيرة ولكن مع المصادر المفتوحة يمكن لجميع الناس التدخل في صفات المنتج حسب احتياجاتهم.
احد الامثلة الحديثة على هذه البرامج هي أدوات التصميم البارامترية مثل برناج الجراسهوبر والريفيت والديجيتال بروجيكت (بالإنكليزية: Grasshopper 3D GenerativeComponents , Revit , Digital Project) حيث تُمكّن المستخدمين الجدد من التفاعل مع التصميمات الافتراضية والتنقل فيها وتعديلها، واختبار الخيارات وتجربتها افتراضيا بتكلفة منخفضة̟.
ان السياسة المنفتحة التي تعتمدها منظومة المصادر المفتوحة تعطي قدرة المشاركة لكافة الاشخاص وليس فقط لاصحاب الاختصاص. اذ ان الرموز والبرامج النصية مفتوحة المصدر تُمكِّن مجتمعات التصميم من مشاركة المعلومات ومقارنتها وتحسين الإنتاج بشكل جماعي من خلال مكونات معيارية، مما يبني قاعدة بيانات مشتركة للمعرفة.
تعمل النماذج الأولية السريعة وتقنيات الطباعة ثلاثية الأبعاد الأخرى على تمكين الإنتاج فوري للأعمال الفنية المادية لجمهور أوسع دائمًا ومع ذلك، فهناك انتقادات شديدة لاستخدام برامج التصميم الشائعة حاليًا، بسبب اس
تحالة وصول العديد من المستخدمين إليها.
أن مفهوم التصميم الحضري التشاركي من نظير إلى نظير اخر (بالإنكليزية: P2P Urbanism) يساعد في تحقيق حلول تصميم حضرية ذات التقنية المنخفضة الميسورة والتي تجمع المعارف التصميمية التقليدية وتتيحها على منصة ويب مفتوحة للجميع. يساهم هذا الاسلوب في التركيز على المواد المحلية التقليدية في التصميم وتقنيات البناء المعمارية المحلية، وهو مغاير تماما للتصميم «الحديث والفخم».
يعارض أنصار التصميم الحضري التشاركي من نظير إلى نظير اخر (بالإنكليزية: P2P Urbanism) أيضًا فلسفيًا ما يرون أنه نهج التصميم «العصري» السائد حاليا، نظرًا لارتباطه بمنتجات غير مستدامة، ومصالح تجارية قوية تقصي العامة، وسيطرة كاملة من قِبل بضعة شركات فقط ذوات النفوذ - وهو ما يتعارض مع مفاهيم الانفتاح في التصميم على جميع السكان. من وجهة نظرهم، ينبغي أن يكون الهدف من تصميم المعماري والحضري هو تسهيل وصول المستخدمين للتصميم ومشاركتهم ببناء مساكنهم الخاصة، وليس مواصلة الترويج للنخبة وتصميماتهم باضهة الثمن والتي تضم مشاهير ونجوم الهندسة المعمارية الحاليين.

## أعمال بناء
بالإضافة لحركة المصادر المفتوحة للعمارة، تتيح حركة الأجهزة مفتوحة المصدر المتنامية امكانية مشاركة الأجهزة المعنية في تصميم بيئات ذكية تعمل على دمج البرامج والأجهزة والآليات والتعاون معها. من خلال هذه الأدوات المختلفة، المستنيرة ببيانات المستشعر، يصبح التصميم عملية تطورية مستمرة، بدلاً من الطرق التقليدية المفككة في التصميم والتي تعتمد على تجارب احادية الطابع دون متابعة اوتفاعل وكأنها تجربة واحدة تتم بدون متابعة.
ان هذه الحقائق تبين بأن التصميم الهندسي عند الممارسين لهذه الفكرة ما هو الا عملية دائمة لا نهاية لها، ذو طابع تفاعلي بين المستخدمين والمصممين. حيث ان الانظمة التشغلية لهذه العملية التصميمة تم إنشاؤها كمنصات مفتوحة تحفز نظامًا بيئيًا غنيًا من «التطبيقات». المتنوعة لتصبح وكأنها برنامج لينكس (بالإنكليزية: Linux) للهندسة المعمارية. خالقة بذالك عالما تصميميا متطورا مفتوح المصادر للمستخدمين والمصممين من جانب ومن حانب اخر تترابط فيه جميع المواد المعمارية كالحديد والاسمنت وغيرها داخل شبكة إنترنت لكي تتواصل هذه المواد مع بعضها البعض معبرة عن حالتها ومواقعها وفي أي مرحلة تصنيعية تمر بها. وبذلك تصبح عملية التصميم المعماري وعملية البناء عملية متبراطة تشاركية وتفاعلية متطورة جدا محققة بذلك العديد من تخيلات رواد الخيال العلمي مثل بروس ستيرلنغ (بالإنكليزية: Bruce Sterling)
المشاركة في «تشغيل المنصات» بمقاييس مختلفة بدلاً من تقديم الخطط والأقسام. يعمل كل من الاستشعار والحوسبة المدمجة بشكل متزايد على الربط بين جميع المواد ضمن «إنترنت الأشياء» الأوسع نطاقًا، ويتطوران بشكل أوثق نحو رؤية بروس ستيرلينغ (بالإنكليزية: Bruce Sterling) لعالم من قطع ذكية (بالإنكليزية: Spimes). تقوم المواد بتوصيل موقعها وحالتها أثناء التصنيع والبناء، مما يساعد على تحديد المواقع، والتحقق، والتحقق، وتواصل التواصل مع قواعد البيانات الموزعة طوال فترة حياتها.

## الإشغال
تساهم شركة أوس أرك (بالإنكليزية: OSArc) اليوم في دعم السكان المحليين وتمكينهم من التحكم في بيئتهم الشخصية وتشكيلها من خلال مبدأ «لكي تسكن المسكن يعني انك سوف تصممه» - (بالإنكليزية: "Inhabit is to Design")، على حد تعبير جون هابراكين (بالإنكليزية: John Habraken).
يتم تعزيز هذه الخدمة من خلال دعم المساحات الشبكية الحساسة اليوم، واردافها بالمعلومات والمصادر العلمية وتحسين شبكاتها .
يتم توفير ملاحظات لهذه الشبكة من قبل مجموعة واسعة من المستخدمين والركاب، إما عن طريق الأجهزة الإلكترونية المصغرة أو الهواتف المحمولة - ما يعرف باسم ال التعهيد الجماعي (مثل التمويل الجماعي) حيث يتم ردف الشبكة المعمارية المفتوحة بكميات كبيرة من البيانات الصغيرة لتوفير المعلومات الدقيقة مباشرة وعلى الهواء.
لا يكون المبنى «مكتملًا» أبدًا في عالم النمو والتغيير في العمارة مفتوحة. حيث انه من خلال هذه الشبكة التي يتصل بها المسخدمين والمصممين والمقاولين بل وايضا المواد بحد ذاتها، تصبح عملية البناء عملية تفاعلية تشاركية حيث يتم تطوير المبنى باستمرار وتصبح عملية البناء عملية تفاعلية تتم فيها الصيانة بشكل «تلقائي» جاعلة الصيانة والعمليات المصاحبة من تغئية راجعة وتطيور جاعلة اياها مرحلة مهمة لا تنفصل عن عملية البناء؛ لا يكون المبنى «مكتملًا» أبدًا في عالم النمو والتغيير في العمارة مفتوحة المصدر.
إذا كانت مباني ومدن الغد ستشبه «أجهزة الكمبيوتر التي ستعيش فيها» (انظر أيضًا: المدينة الذكية) سوة ف توفر إذا شبكة المصادرالمفتوحة للهندسة المعمارية إطار عمل مفتوح وتعاوني لكتابة هذه البرامج التشغيلية التي تعد بها في ظروف واقعية تعكس مبادئ حركة الهندسة المعمارية التي تركز على المستخدم وايضا تحقق مبادئ المشاركة الواعية.

## روابط خارجية

### منصات بنية مفتوحة المصدر
- فتح رخصة الهندسة المعمارية
- Paperhouses
- الطوب

### نظام البناء مفتوح المصدر
- OpenStructures
- Wikihouse
- vivihouse

### مشروع فردي مفتوح المصدر
- DIY الناسك البيت
- مساكن الأرض

### استوديو مفتوح المصدر للهندسة المعمارية
- OpeningDesign
- OpeningDETAIL
- Rachelarchitektur

### قوائم أخرى من مشاريع الهندسة المعمارية مفتوحة المصدر
- القائمة التعاونية لمشروع الهندسة المعمارية مفتوحة المصدر

### قائمة المراجع
- مؤلفون مختلفون، بنية المصدر المفتوح ، Domus 948 (يونيو 2011)
- الاسترليني ، ب. «ما وراء ما وراء» مدونة على مجلة Wired
- Habraken ، J. 1972، يدعم - بديل للإسكان الشامل، لندن (الصحافة المعمارية)، (ردمك 978-1872811031)
- Leadbeater، C. 2008، We-think: The Power of Mass Creativity، London (Profile Profile)، (ردمك 978-1861978929)
- Botson، R. and Rogers، R. 2010، What Mine is Yours: The Rise of the Collaborative Consumer، New York City (HarperCollins)، (ردمك 978-0061963544)
- P2P Urbanism ، صفحة ويب في P2P Foundation
- Salingaros ، NA 2010، " P2P Urbanism "
- Shepard ، M. (محرر)، 2011، Sentient City: الحوسبة الشاملة، والهندسة المعمارية، ومستقبل الفضاء الحضري، بوسطن (MIT Press)، (ردمك 978-0262515863)
- Price، C. Banham، R. Barker، P. and Hall، P. 1969، 'Non Plan: a التجربة in Freedom' in New Society (338)
- Kelly ، K. 1994، خارج نطاق السيطرة: صعود الحضارة البيولوجية الجديدة، مدينة نيويورك (كتب فرساوس)، (ردمك 978-0201483406)
- شبكة المباني المفتوحة - لجنة العمل W104 «تنفيذ المباني المفتوحة» التابعة لـ CIB - المجلس الدولي للبحث والابتكار في البناء والتشييد (يجتمع في بلد مختلف كل عام منذ اجتماعه الأول في طوكيو في عام 1994)
- قوائم بريد Nettime : قوائم بريدية للثقافات والشبكات والتكتيكات الشبكية،
- Kaspori ، D. 2003، " شيوعية الأفكار: نحو ممارسة معمارية مفتوحة المصدر " في Archis ،
- Haque، U. 2003–05 Open Architecture Architecture ،
- جامعة تكساس في أرلينغتون، كلية الشؤون الحضرية والعامة "  "
- Fuller، M. and Haque، U. 2008، ' Urban Versioning System 1.0 ' in Located Technologies Pamphlet Series، New York City (Architectural League of New York)
- كينت لارسون، ستيفن إنتيل، تي جيه ماكليش، جينيفر بودين، وري وليامز، مبنى المصدر المفتوح: إعادة اختراع أماكن المعيشة ، 15 يوليو 2004.
- ب. Schaban-Maurer ، صعود ممارس المواطن: نهج قائم على التطابق لإشراك المواطن والسياسة الاجتماعية ، 27 ديسمبر 2013.
- ب. Schaban-Maurer ، أدوار المواطن ممارس في إشراك المواطن للهندسة المعمارية والتصميم الحضري، وسياسة التخطيط: نهج يستند إلى Phronesis ، 31 يناير 2013.
- http://catalog.uta.edu/coursedescriptions/supa/
- مستودع github يسرد العديد من الموارد في بنية المصدر المفتوح https://github.com/open-source-architecture/open-source-architecture/